# Кеоладео (национальный парк)
Кеоладео (англ. Keoladeo National Park, хинди केवलादेव राष्ट्रीय उद्यान) — национальный парк в округе Бхаратпур, на востоке индийского штата Раджастхан. Ранее известен как птичий заповедник Бхаратпур. Кеоладео занимает территорию около 28,73 км² и расположен в 50 км к западу от Агры.
Известный своей авифауной, парк служит домом для множества редких и вымирающих видов птиц, которые мигрируют сюда в зимний период. Представляет интерес как для туристов, так и для учёных-орнитологов. Был основан в 1982 году; является объектом Рамсарской конвенции (с 1981) и объектом всемирного наследия ЮНЕСКО (с 1985). Парк включает в себя травянистые, лесные и болотистые территории.

## Расположение
Ближайший к парку аэропорт находится в Агре (около 50 км от Кеоладео); принимает ежедневные местные рейсы из Дели, Мумбаи, Варанаси и Лакнау. Ближайшая железнодорожная станция Бхаратпур расположена всего в 5 км от Кеоладео. Бхаратпур соединён автомобильными дорогами с крупными городами северной Индии. Расстояние до Дели — 184 км, до Джайпура — 176 км, до Матхуры — 39 км. Имеется удобное автобусное сообщение.

## Фауна
Служит домом для 366 видов птиц, 379 видов растений, 50 видов рыб, 13 видов змей, 5 видов ящериц, 7 видов амфибий, 7 видов черепах и множества видов беспозвоночных. Является единственным известным местом обитания в зимний период для такого редкого вида как стерх.
В парке встречается 27 видов млекопитающих, среди них можно отметить такие виды как: нильгау, дикий кабан, пятнистый олень, индийский замбар (довольно мало), гарна, аксис, макак-резус, лангур, 2 вида кошек: камышовая кошка и кошка-рыболов, 2 вида цивет: мусанг и малая цивета (довольно редки), 2 вида мангустовых, гладкошёрстная выдра, шакалы, гиены, несколько видов грызунов. Водоплавающие птицы включают такие виды как: серая утка, широконоска, чирок-свистунок, индийский малый гусь, хохлатая чернеть, гребенчатая утка, малый, большой и индийский бакланы, индийский клювач, змеешейка, ибис и др.

## Галерея

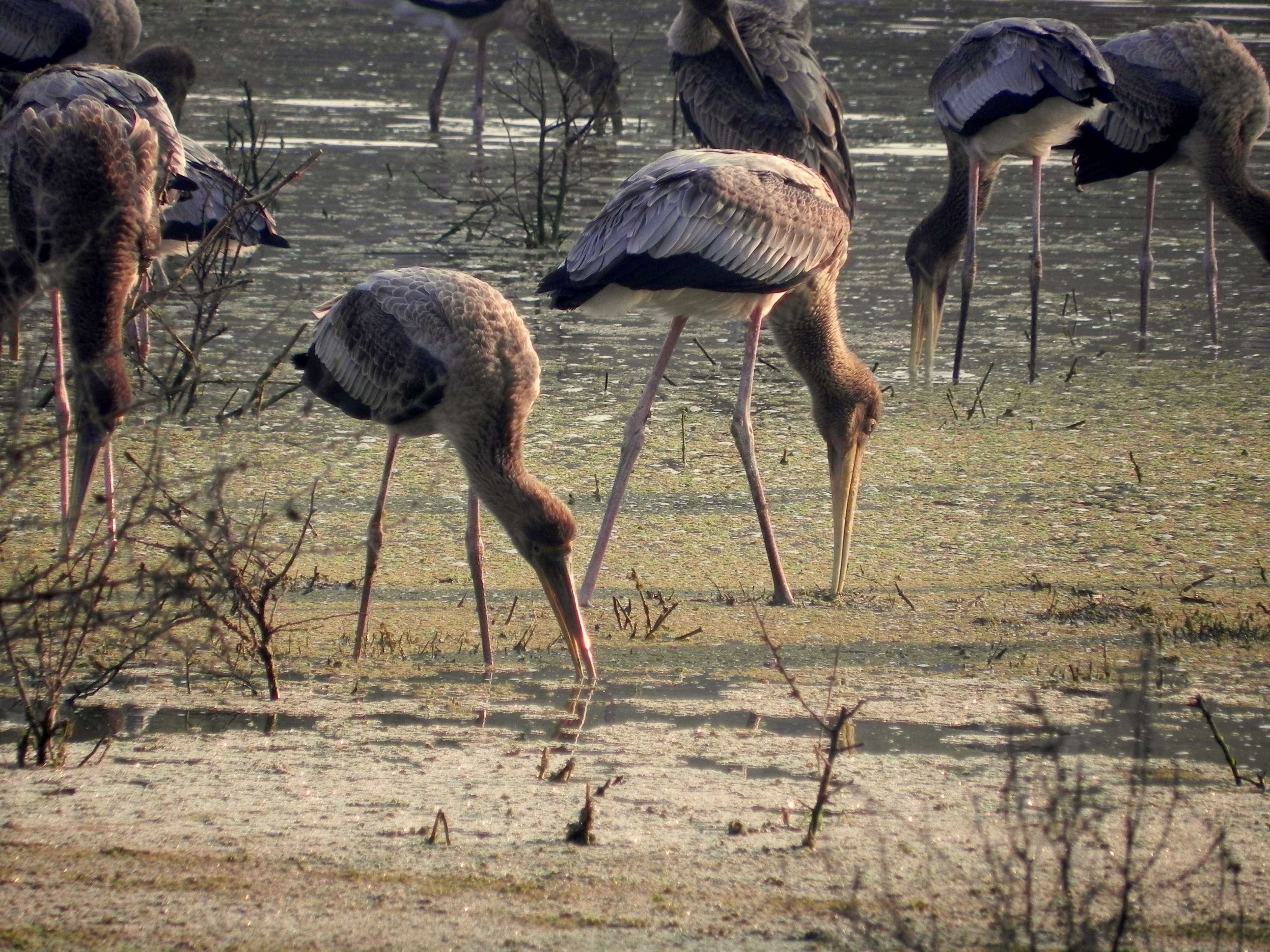
Группа индийских клювачей на болотах парка
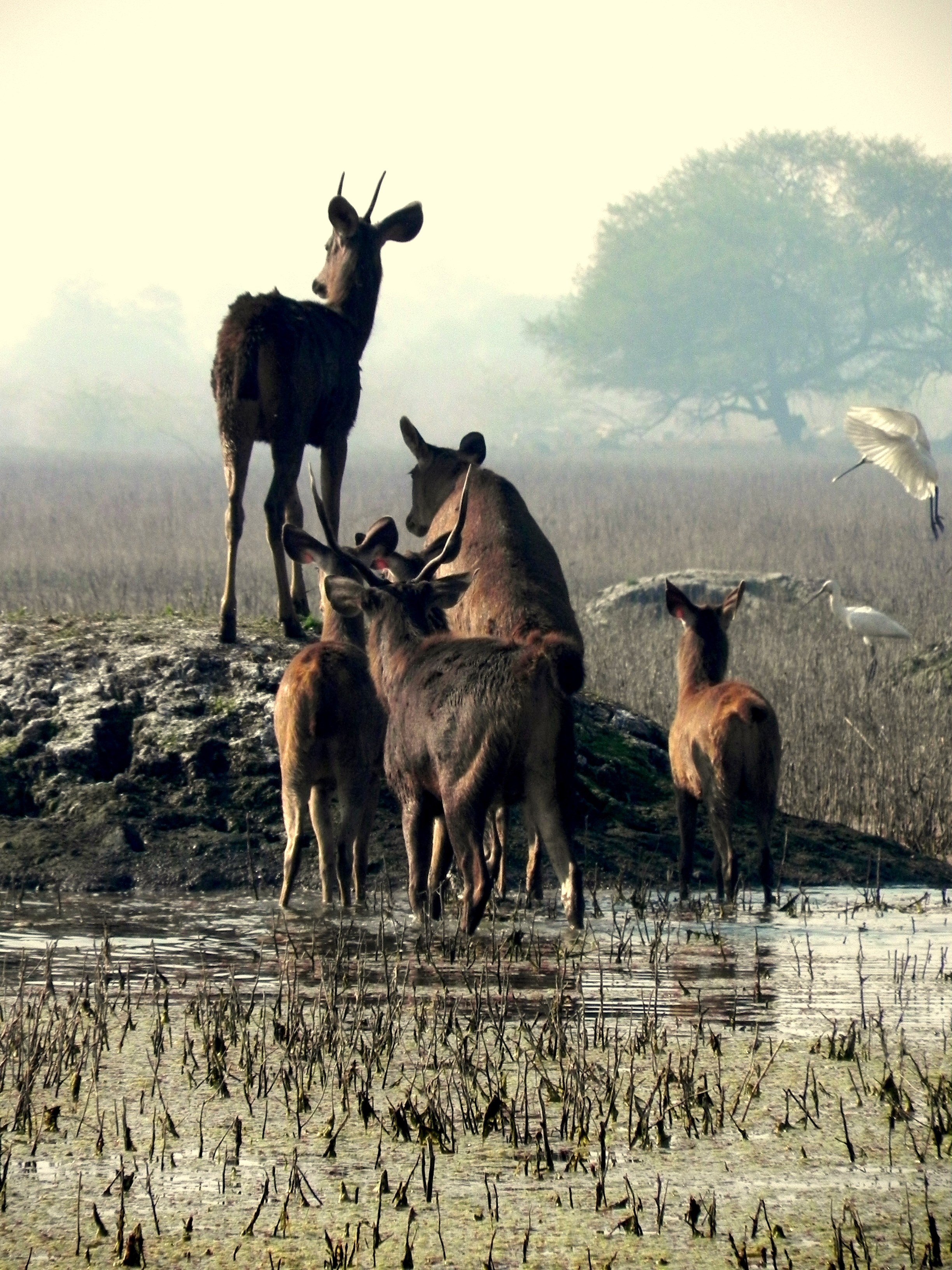
Семейство замбаров в парке Кеоладео
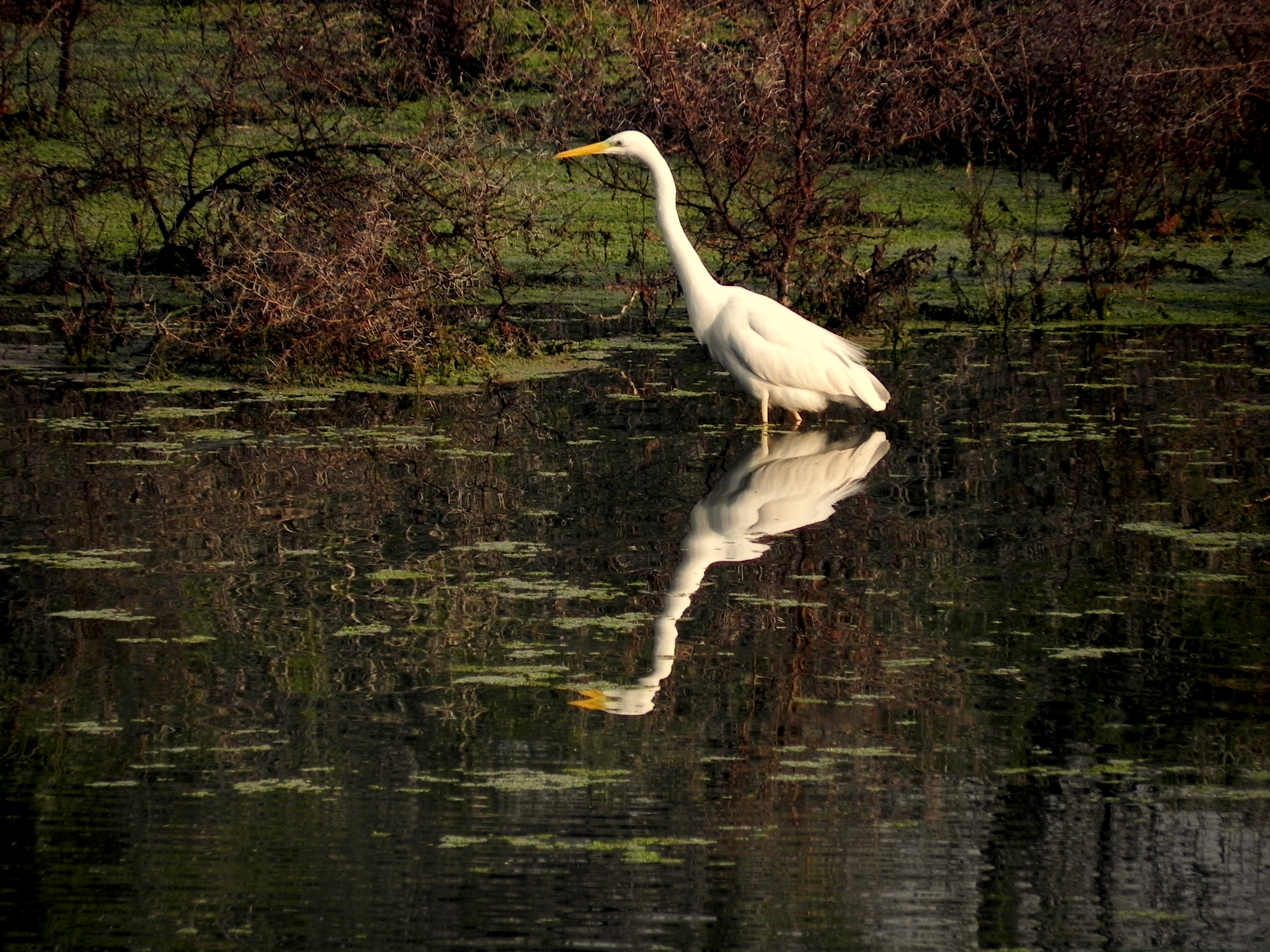
Большая белая цапля, Кеоладео
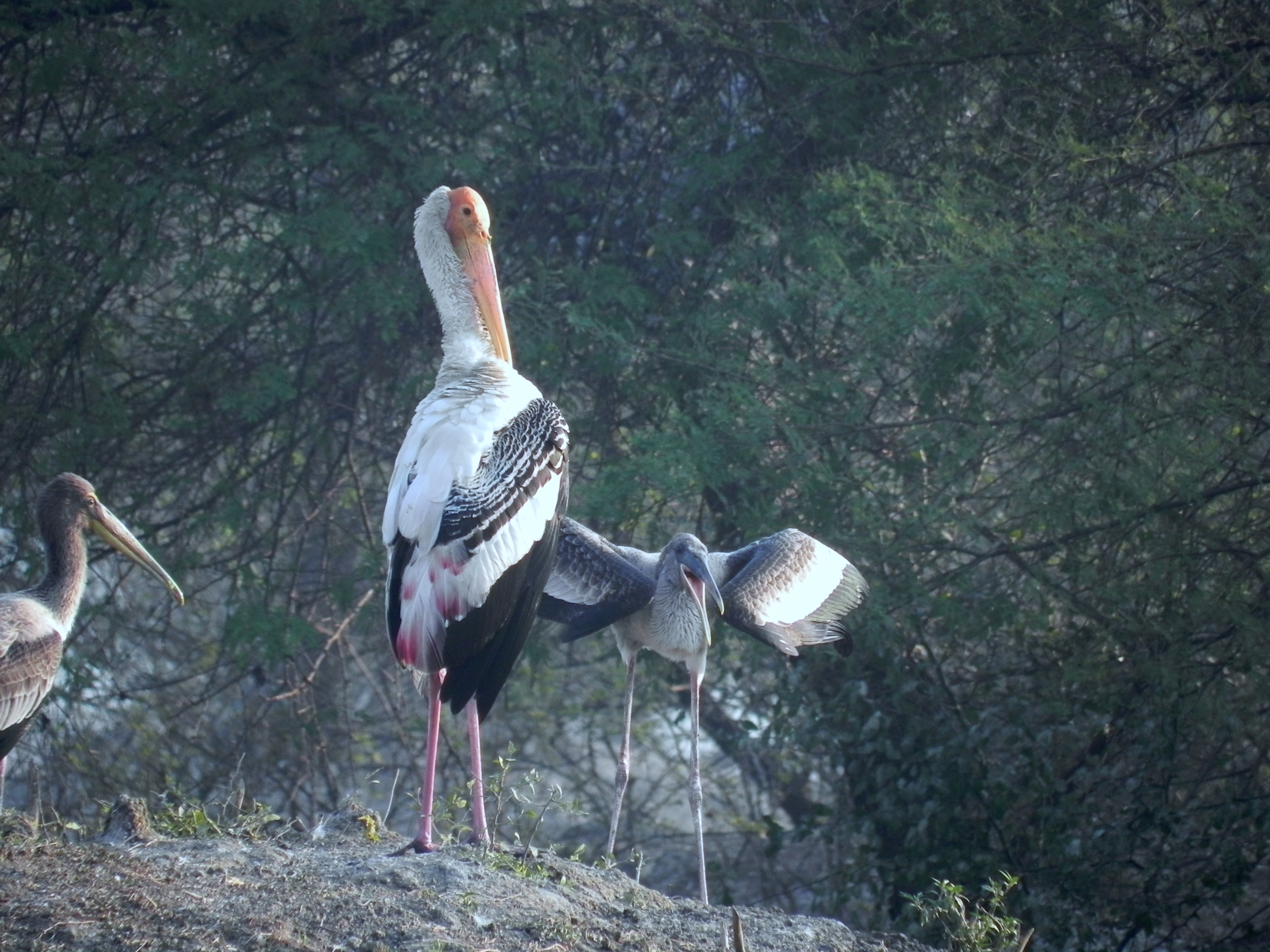
Индийские клювачи ранним утром